# Nintendo Museum
Nintendo Museum (ニンテンドーミュージアム), situé à Uji dans la préfecture de Kyoto au Japon, est un musée consacré à l'histoire de Nintendo. Il présente une vaste collection de produits retraçant l'évolution de l'entreprise et propose des activités interactives. Créé par Nintendo, le musée ouvre ses portes en 2024,.